# Joseph Kopsky
Joseph George "Joe" Kopsky  (Nova York, 4 de novembre de 1982 - Miami, 30 de gener de 1974) fou un ciclista estatunidenc. Va competir en dues proves als Jocs Olímpics de 1912. Es va especialitzar en les curses de sis dies, de les quals en va córrer 35.